# Maddela
Maddela is een gemeente in de Filipijnse provincie Quirino in het noordoosten van het eiland Luzon. Bij de laatste census in 2007 had de gemeente bijna 34 duizend inwoners.

## Geografie

### Bestuurlijke indeling
Maddela is onderverdeeld in de volgende 32 barangays:
| - Abbag - Balligui - Divisoria Sur - Buenavista - Cabaruan - Cabua-an - Cofcaville - Diduyon - Dipintin - Divisoria Norte - Dumabato Norte | - Dumabato Sur - Jose Ancheta - Lusod - Manglad - Pedlisan - Poblacion Norte - Poblacion Sur - San Bernabe - San Dionisio I - San Martin - San Pedro | - San Salvador - Santa Maria - Santo Niño - Santo Tomas - Villa Gracia - Villa Hermosa Sur - Villa Hermosa Norte - Villa Agullana - Ysmael - Villa Jose V Ylanan |

## Demografie
Maddela had bij de census van 2007 een inwoneraantal van 33.637 mensen. Dit zijn 1.401 mensen (4,3%) meer dan bij de vorige census van 2000. De gemiddelde jaarlijkse groei komt daarmee uit op 0,59%, hetgeen lager is dan het landelijk jaarlijks gemiddelde over deze periode (2,04%). Vergeleken met de census van 1995 is het aantal mensen met 4.992 (17,4%) toegenomen.

De bevolkingsdichtheid van Maddela was ten tijde van de laatste census, met 33.637 inwoners op 918,57 km², 36,6 mensen per km².